# Кретей (округ)
Округ Кретей (фр. Arrondissement de Créteil) — округ у Франції, в департаменті Валь-де-Марн. 2023 року округ об'єднував 16 муніципалітетів, населення становило 321 769 осіб.
Адміністративний центр (супрефектура) — Кретей.

## Муніципалітети
Список муніципалітетів округу та їхні коди INSEE:
1. Альфорвіль (94002)
2. Бонней-сюр-Марн (94011)
3. Буассі-Сен-Леже (94004)
4. Вількрен (94075)
5. Кретей (94028)
6. Ла-Ке-ан-Брі (94060)
7. Ле-Плессі-Тревіз (94059)
8. Лімей-Бреванн (94044)
9. Мандр-ле-Роз (94047)
10. Мароль-ан-Брі (94048)
11. Периньї (94056)
12. Сантені (94070)
13. Сен-Мор-де-Фоссе (94068)
14. Сен-Морис (94069)
15. Сюсі-ан-Брі (94071)
16. Шеннв'єр-сюр-Марн (94019)